# 94-es villamos (Prága)
A prágai 94-es jelzésű villamos a Lehovec és a Sídliště Barrandov között közlekedik éjszaka, többnyire a nappali 4-es, 6-os és 16-os villamosok útvonalán.

## Története
2017. április 28-áig 54-es jelzéssel közlekedett.

## Útvonala
| Sídliště Barrandov felé | Lehovec felé |
| --- | --- |
| Lehovec – Poděbradská – Kbelská – Kolbenova – Sokolovská – U Balabenky – Na Žertvách – Libeňský Most – Dělnícká – Komunardů – Ortenovo náměstí – Plynámí – Na Zátorách – Partyzánská – U Výstaviště – Dukelských hrdinů – Nábřeží Kapitána Jaroše – Štefanikův most – Revoluční – Námeští Republiky – Na Poříčí – Havličkova – Dlážděná – Jindřišská – Vodičkova – Lazarská – Spálená – Karlovo náměstí – Na Moráni – Rašínovo nábřeží – Palackého most – Lidičká – Nádražní – Na Zlíchově – Hlubočepská – K Barrandovu – Lamačova – Tréglova – Werichova – Sídliště Barrandov | Sídliště Barrandov – Werichova – Tréglova – Lamačova – K Barrandovu – Hlubočepská – Na Zlíchově – Nádražní – Lidičká – Palackého most – Rašínovo nábřeží – Na Moráni – Karlovo náměstí – Spálená – Lazarská – Vodičkova – Jindřišská – Dlážděná – Havličkova – Na Poříčí – Námeští Republiky – Revoluční – Štefanikův most – Nábřeží Kapitána Jaroše – Dukelských hrdinů – U Výstaviště – Partyzánská – Na Zátorách – Plynámí – Ortenovo náměstí – Komunardů – Dělnícká – Libeňský Most – Na Žertvách – U Balabenky – Sokolovská – Kolbenova – Kbelská – Poděbradská – Lehovec |

## Megállóhelyei
| 0  | Lehovec végállomás            | 71 | 92 912                                        |
| 1  | Sídliště Hloubětín            | 70 | 92                                            |
| 2  | Hloubětín                     | 69 | 92                                            |
| 3  | Kbelská                       | 68 | 92                                            |
| 4  | Starý Hloubětín               | 67 |                                               |
| 5  | Vozovna Hloubětín             | 66 |                                               |
| 5  | Nový Hloubětín                | 65 |                                               |
| 6  | Kolbenova                     | 64 |                                               |
| 7  | Poštovská                     | 63 |                                               |
| 8  | Špitálská                     | 62 |                                               |
| 9  | Nádraží Vysočany              | 61 |                                               |
| 10 | Poliklinika Vysočany          | 60 |                                               |
| 12 | Divadlo Gong                  | 59 |                                               |
| 13 | Balabenka                     | 57 | 92 959                                        |
| 15 | Palmovka                      | 55 | 92, 95 953, 959                               |
| 16 | Palmovka                      | ∫  |                                               |
| 17 | Libeňský most                 | 53 |                                               |
| 19 | Maniny                        | 51 |                                               |
| ∫  | Dělnická                      | 50 |                                               |
| 20 | U Průhonu                     | ∫  |                                               |
| 21 | Ortenovo náměstí              | 49 |                                               |
| 23 | Nádraží Holešovice            | 47 | 93                                            |
| 25 | Výstaviště Holešovice         | 45 | 93                                            |
| 26 | Veletržní palác               | 44 | 93                                            |
| 27 | Strossmayerovo náměstí        | 43 | 91, 93, 96                                    |
| 28 | Nábřeží Kapitána Jaroše       | ∫  | 91, 93, 96                                    |
| 30 | Dlouhá třída                  | 40 | 91, 96 905, 907, 909, 911                     |
| 31 | Náměstí Republiky             | 39 | 91, 96 905, 907, 909, 911                     |
| 32 | Masarykovo nádraží            | 36 | 91, 92, 96 905, 907, 908, 911                 |
| 36 | Jindřišská                    | 34 | 91, 92, 95, 96, 98                            |
| 38 | Václavské náměstí             | 33 | 91, 92, 95, 96, 98                            |
| 39 | Vodičkova                     | 31 | 91, 92, 95, 96, 98                            |
| 40 | Lazarská                      | 23 | 91, 92, 93, 95, 96, 97, 98, 99                |
| ∫  | Novoměstská radnice           | 22 | 91, 92, 93, 95, 96, 97, 99                    |
| 47 | Karlovo náměstí               | 21 | 91, 92, 93, 95, 96, 97, 99 904, 907, 908, 910 |
| 49 | Moráň                         | ∫  | 92, 93, 95 904, 907, 908, 910                 |
| 50 | Palackého náměstí             | 19 | 92 904, 907, 908, 910                         |
| 52 | Zborovská                     | 18 | 92 904, 907, 908, 910                         |
| 54 | Anděl                         | 16 | 98, 99 901, 904, 907, 908                     |
| 58 | Na Knížecí                    | 14 | 901, 904, 907, 908                            |
| 59 | Plzeňka                       | 13 |                                               |
| 61 | Smíchovské nádraží            | 12 | 901, 907                                      |
| 62 | ČSAD Smíchov                  | 11 |                                               |
| 63 | Lihovar                       | 10 | 901, 907                                      |
| 64 | Zlíchov                       | 8  |                                               |
| 66 | Hlubočepy                     | 7  |                                               |
| 68 | Geologická                    | 4  |                                               |
| 69 | K Barrandovu                  | 3  |                                               |
| 70 | Chaplinovo náměstí            | 2  | 903, 951                                      |
| 71 | Poliklinika Barrandov         | 1  | 903, 951                                      |
| 72 | Sídliště Barrandov végállomás | 0  |                                               |